# Pot-au-feu

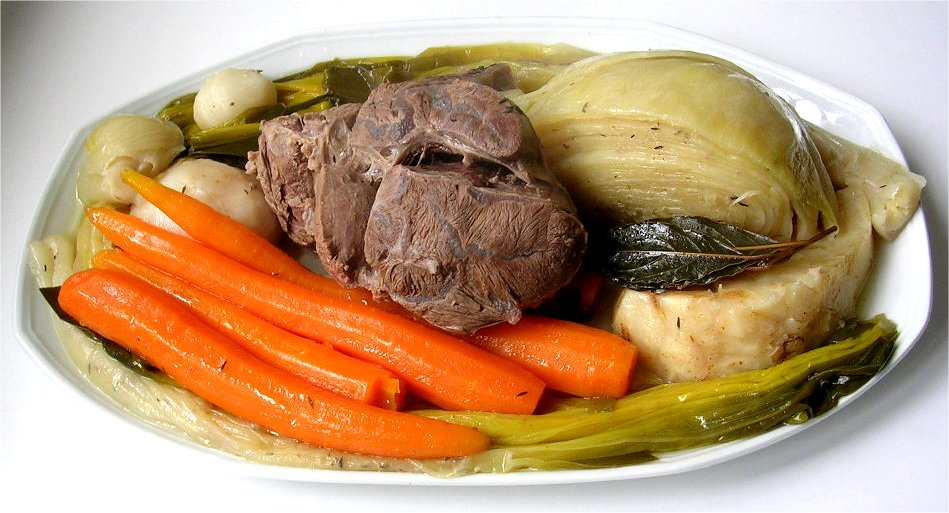
Pot-au-feu

Pot-au-feu (Frans: pot op het vuur) is een Franse stoofpot van groenten en vlees.
De basis van het gerecht is rundvlees, het gerecht wordt aangevuld met groenten van het seizoen. Zodoende zijn er veel verschillende recepten voor dit gerecht. Door de lange stooftijd worden vlees en groente zeer zacht. Hierdoor is het mogelijk een wat taaier soort vlees te gebruiken, waarmee op de kosten van het gerecht bespaard kan worden. Vaak wordt een mengsel van kruiden en wijn toegevoegd om het gerecht op smaak te brengen.
Op de Nederlandse menukaart wordt het gerecht ook wel stoofpotje genoemd. Vaak betreft het een portie voor één persoon die tegelijk met de stenen schaal waarin het is klaargemaakt wordt opgediend.

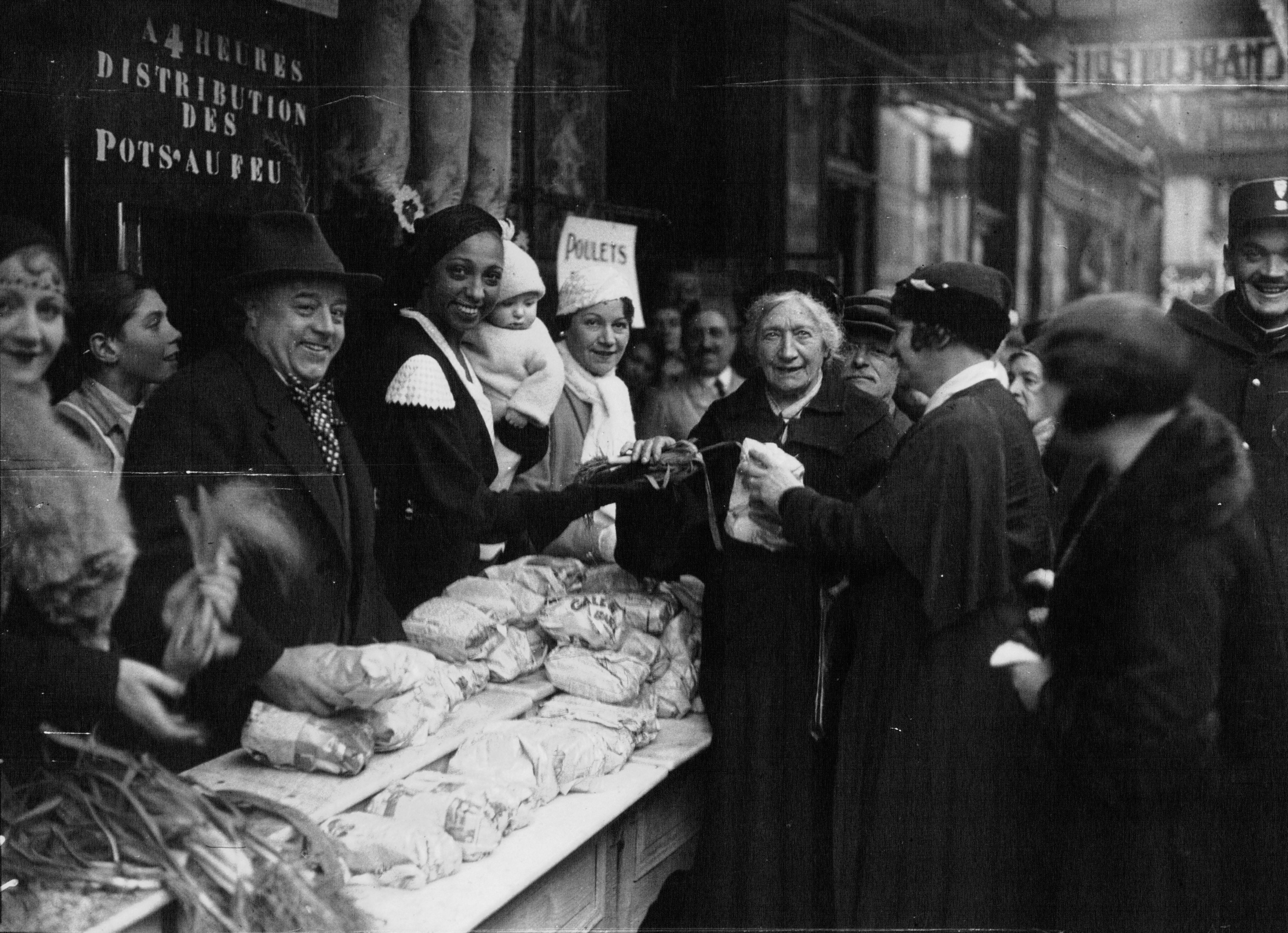
Josephine Baker deelt pot-au-feu uit. Parijs, 1932